# Freeciv
Freeciv je tahová strategická počítačová hra pro jednoho či více hráčů inspirovaná komerční herní sérií Civilization (Civilizace) Sida Meiera. Freeciv je svobodný software uvolněný pod licencí GPL. Zdrojový kód, grafika i zvuky jsou dílem řady lidí z celého světa. Poslední stabilní verze je 2.6.3. Hry lze nainstalovat na různých operačních systémech včetně Linuxu a Windows, k dispozici je i online verze pro webové prohlížeče podporující HTML5.

## Popis hry

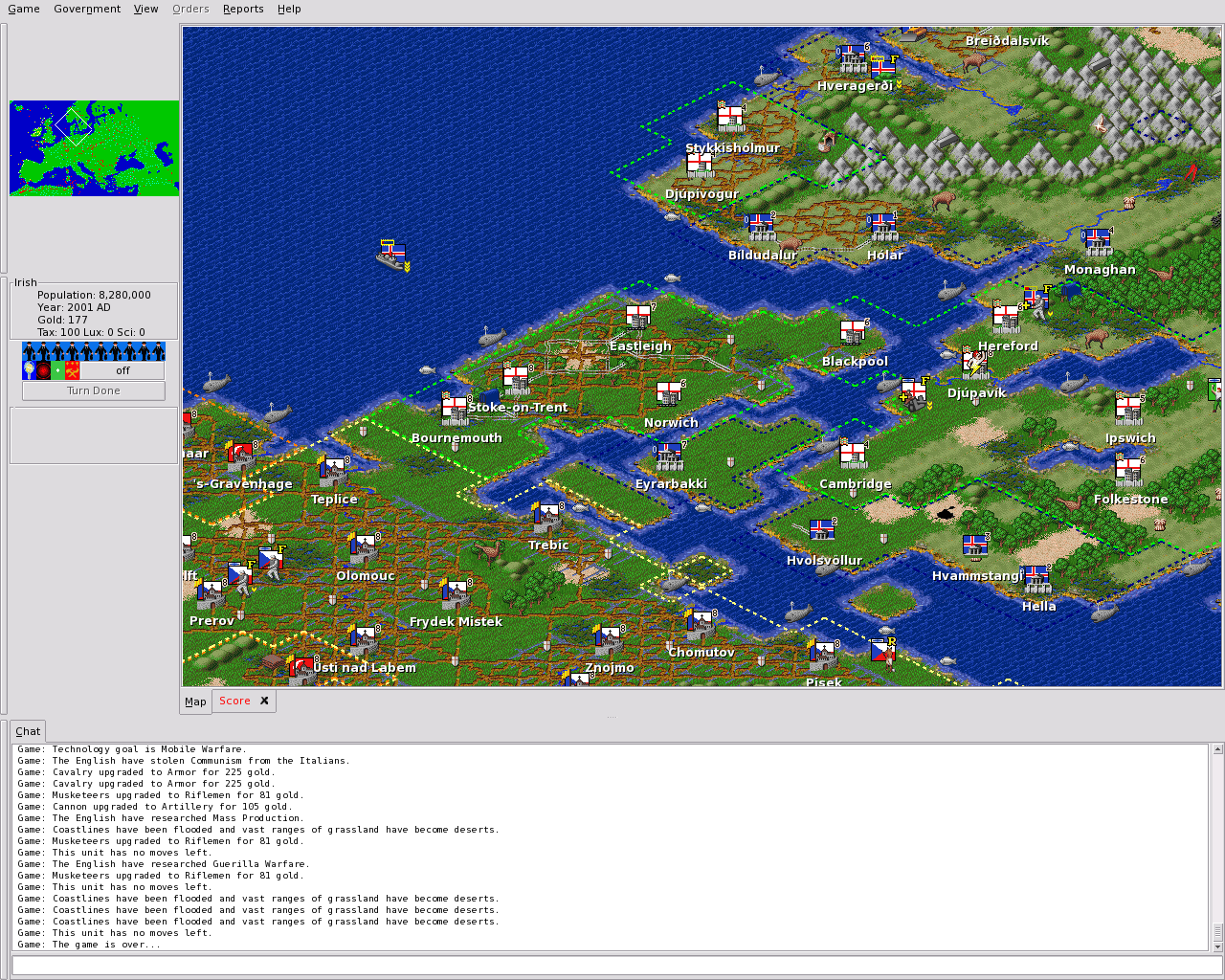
Freeciv 2.0.6

Hráči jsou postaveni do role vůdce kmene roku 4000 před naším letopočtem. Jejich úkolem je provést svůj lid nadcházejícími staletími. Postupně jsou objevovány nové technologie, které umožňují stavět nové typy budov a nasazovat nové typy jednotek. Hráči mohou navzájem válčit nebo uzavírat složité diplomatické vztahy.
Hra končí, když jedna z civilizací zničí všechny ostatní, zahájí kolonizaci vesmíru nebo v předem stanovený čas. Pokud v okamžiku ukončení hry existuje více civilizací, vyhrává hráč s nejvíce body. Body jsou udělovány za velikost civilizace, její bohatství a kulturní a vědecké pokroky.
Ve verzích starších než 2.0.0 hra neumožňovala zapojit umělou inteligenci počítačem řízených hráčů do diplomacie s lidskými hráči. Současná verze již umělou inteligenci v diplomacii využívá, i když jen velmi deterministicky (ne náhodně).